# タケロー幸せ気分で
タケロー幸せ気分で（タケローしあわせきぶんで）は、TBS（現在のTBSラジオ）が1989年1月4日から1990年4月6日まで
平日の13:00 - 15:45に放送していた生ワイド番組。番組タイトルのタケローは、NHK出身のフリーアナウンサーで、1984年4月からTBSと専属契約を結んでいた森本毅郎（もりもと・たけろう）をパーソナリティとして起用したことに由来する。

## 概要
TBSとの専属契約締結を機に、『森本ワイド モーニングEye』『JNNニュース22プライムタイム』（TBSテレビ）のキャスターを歴任していた森本が、民放のラジオ局で初めてパーソナリティを務めた番組。「NHKへの在籍中から、ラジオの生ワイド番組を担当する機会がほとんどなかった」という森本のキャラクターを前面に押し出しつつ、「今までラジオを聴かなかった人たちも積極的に参加できる」というスタンスで放送を開始した。
番組は3部構成で、13時台はニュースと情報、14時台は娯楽（トークやゲームなど）、15時台は音楽とトークを主体に放送。「森本さん」でも「毅郎さん」でもなく、二の線と三の線を行き来するパーソナリティ像を確立すべく、森本の愛称である「タケロー」を番組のタイトルに盛り込んだ。また、番組全体を「タケロー気分」一色にすべく、リスナーにはリクエストや投書のはがきを「TBSラジオ『タケロー』」宛てに送る様に呼び掛けていた。「タケローに着せたい手編みセーター」をリスナーから募集した際には、「タケローが（放送中にスタジオで）着ているセーターの色当てクイズ」を実施したところ、2万通を超える応募ハガキが寄せられた。
森本は前述した経緯から「ラジオの世界の構造を知らなかった」とのことで、当番組の開始に際しては、ラジオパーソナリティの経験が豊富な遠藤泰子（TBS出身のアナウンサー）に一から教えを請うた。その過程で「ラジオは庶民の世界」と感じたことから、当番組の担当期間中はTBSと自宅の往復に電車を利用。スタッフから勧められるままに番組の旗を荷台に立てた自転車で街の取材へ赴いていた。東京都府中市での取材では、雨の中をずぶ濡れになりながら自転車を走らせる羽目に陥ったことから、「（取材の時点で）27年に及ぶ放送体験の中で、これほどまでに過酷な条件下での仕事は初めて」とのコメントを残している。当初はこの様な手法での取材やPRに反発していたが、自転車と並走するトラックの運転手から「（当番組を）聴いてるぜ!」と声を掛けられる機会が増えるにつれて、「テレビと違って、トラックの運転手がハンドルを握りながら窓（サイドウインドー）を開けてまで自分に声を掛けてくれるほど、双方向（のコミュニケーション）が確立しているラジオはすごい」「ラジオにはラジオなりの価値観があるが、今後は（番組の出演者やスタッフがその様な価値観の中で）あまりチマチマせずに堂々と胸を張ればいい」と思えるようになったという。
ちなみに、森本は当番組終了の翌週（1990年4月9日）から、TBSラジオで遠藤と共に『森本毅郎・スタンバイ!』（平日早朝の生ワイド番組）を担当している。

## レギュラー出演者
- 森本毅郎（パーソナリティ）
- 深野弘子（アシスタント）
- 五味陸仁（ニュースキャスター）
- 森田正光（気象キャスター）

## 放送時間
- 毎週月曜日 - 金曜日　13:00 - 15:45（JST）

## タイムテーブル
（出典：）
- 13:00　オープニング、TBSニュース、交通情報、天気予報
- 13:10　タケローのトピック最前線
- 13:25　交通情報
- 13:30　タケロークラブ トピックダイアリー
- 13:45　タケロースポット
- 13:55　首都圏 交通情報
- 14:00　TBSニュース、天気予報
- 14:05　タケロー本舗もっと もりもと
- 14:20　交通情報、ダイヤル119番
- 14:30　タケローの人間ランド
- 14:50　首都圏 交通情報
- 15:00　TBSニュース、交通情報、天気予報
- 15:05　タケローキャラバン ディスカバータウン
- 15:25　交通情報
- 15:30　日産 タケローのハートフルにっぽん（JRN系列の民放ラジオ局へネット）
- 15:40　天気予報、毎日タウン情報
- 15:55　エンディング